# Evan Bayh
Birch Evans "Evan" Bayh III [ˈbaɪ], född den 26 december 1955 i Shirkieville, Indiana, är en amerikansk demokratisk politiker. Han var Indianas guvernör 1989-1997 och ledamot av USA:s senat 1999-2011. 
Bayh är son till Birch Bayh, en före detta senator från Indiana (1963-1981) och som sökte den demokratiska presidentnomineringen 1976, vilken gick till Jimmy Carter. 
Bayh avlade juristexamen 1981 och var delstatens statssekreterare i Indiana 1987-1989. 1988 valdes han till guvernör och omvaldes överväldighande majoritet 1992. Under sin ämbetstid förde han en politik för budgetbalans och sänkta skatter. Bayh var mycket respekterad som guvernör, också bland republikaner, och lämnade ämbetet enormt populär.
1998 valdes Bayh med bred marginal till senator. Han vann omval 2004 med över 64% av rösterna. Han anses tillhöra den mer moderata falangen inom demokraterna. 
Bayhs namn cirkulerade både 2000 och 2004 som vicepresidentkandidat. Han sågs av många som en potentiell kandidat i presidentvalet 2008, men meddelade överraskande i december 2006 att han inte kandiderar.
Bayh är gift och har två tvillingsöner. Han är anglikan.